# صندوق الدنيا (فلم مصري)
صندوق الدنيا فيلم دراما مصري من إنتاج سنة 2020. الفيلم من إخراج عماد البهات، وتأليف عماد البهات، ومن بطولة خالد الصاوي، ورانيا يوسف، وباسم سمرة، وصلاح عبد الله، وأحمد كمال.

## ملخص القصة
- يتناول الفيلم في إطار درامي وفي منطقة وسط البلد مجموعة من القصص الإنسانية المؤثرة.

## طاقم التمثيل
| - رابي عمرو سعد: الطفل علي - باسم سمرة: عبد الدايم - عمرو القاضي: حاتم الريجيسير - خالد الصاوي: آدم همام - أحمد كمال: عصفور | - علاء مرسي: مرجيحة - رانيا يوسف: فاطمة - صلاح عبد الله: الدكتور خالد - علي صبحي: الحاوي - فرح يوسف: ربى | - سامي مغاوري: المنتج - هشام إسماعيل: الممثل - جيهان خليل: روحية - حسن العدل: رجل القرية - شريف إدريس: هاني |

بالأشتراك مع:
| - محمد السويسي: دربكة - مروة الأزلي: زبادي - كمال عطية: مدير الإنتاج - نور عاشور: عازف الساكس - نعمة محسن: عزة الممرضة - أحمد النبوي: جرسون القهوة - سامح عزت: رجل الكشك | - محمد عبد الفتاح: أسماعيل السمسار - مجدي عبيد: وقة - أسر حسين: شاب الندوة - أسماء فوزي: فتاة الندوة - سارة كريم: فتاة الكومبارس - أحمد رجب تريكة: ضابط الكمين - بيبو: عازف الإيقاع | - باهي صلاح: بواب حاتم - مختار البرديسي: بواب عصفور - أحمد محمد: مساعد الحاوي - أحمد الحاوي: مدرب الحاوي - فيكتوريا: فتاة القهوة - عبير هيكل: زائرة عمارة حاتم |

## فريق العمل
| - هادي علي: مخرج منفذ - محمد السلاموني: مخرج الدعاية - رباب إبراهيم: مسؤول الدعاية - عمرو فاروق: مدير تصوير | - عماد البهات: مؤلف ومخرج - أحمد علاء: مونتير مساعد - رفعت عبدالحكيم: منفذ ملابس |

## الحكايات
الحلم- الكابوس- ممرات الخوف - الرهان - أخر نفس